# فرودگاه بیتی
فرودگاه بیتی (به انگلیسی: Beatty Airport) یک فرودگاه همگانی بهره‌برداری هوایی با کد یاتا BTY است که یک باند فرود آسفالت دارد و طول باند آن ۱۷۰۷ متر است. این فرودگاه در کشور ایالات متحده آمریکا قرار دارد و در ارتفاع ۹۶۶ متری از سطح دریا واقع شده‌است.